# Preder
 (septembre 2024).
Si vous disposez d'ouvrages ou d'articles de référence ou si vous connaissez des sites web de qualité traitant du thème abordé ici, merci de compléter l'article en donnant les références utiles à sa vérifiabilité et en les liant à la section « Notes et références ».
Preder est une maison d'édition fondée en 1958 qui publie notamment des dictionnaires bretons dans des domaines hautement spécialisés (philosophie, sciences...). Ces ouvrages sont connus pour proposer des néologismes forgés à partir de racines purement celtiques.
C'est aussi une revue trimestrielle de linguistique en langue bretonne.
Preder est un éditeur associatif installé à Plomelin, dont l'animateur principal était le docteur Guy Etienne (1928-2015), lexicographe et poète. 